# フェロー諸島関係記事の一覧
フェロー諸島関係記事の一覧（フェローしょとうかんけいきじのいちらん）は、フェロー諸島に関する記事を一覧としてまとめたものである。

## あ行
- アトランティック・エアウェイズ - 航空会社
- エストゥロイ島
- オラフ祭 - 毎年夏に行われる行事

## か行
- 共和 (フェロー諸島) - 政党
- クノイ島
- クラクスヴィーク - 町
- ケァルソイ島
- コルトゥル島

## さ行
- サッカーフェロー諸島代表
  - サッカーフェロー諸島女子代表
- サンドイ島
- 自治党 (フェロー諸島) - 政党
- 社会民主党 (フェロー諸島) - 政党
- 小ドゥイムン島
- 進歩 (フェロー諸島) - 政党
- 人民党 (フェロー諸島) - 政党
- ストレイモイ島
- セルキー - フェロー諸島の民間伝承などに見られる神話上の生物

## た行
- 大西洋 - 地理
- ティア (バンド) - ヴァイキング・メタル・バンド
- デンマーク - 14世紀後半以降、フェロー諸島を支配
  - デンマーク王国共同体
  - デンマークの植民地
  - デンマーク・クローネ#フェロー諸島 - デンマーク・クローネの硬貨はフェロー諸島でも使用されている
  - デンマークの歴史
- 同盟党 - 政党
- トースハウン - 首都
- トロール#フェロー諸島 - 北欧の伝承に登場する神話上の生物

## な行
- ノルウェー - 11世紀から14世紀後半にかけてフェロー諸島を支配
  - ノルウェーの歴史
- ノルウェー海 - 地理
- ノルマン人 - 9世紀頃からフェロー諸島に入植

## は行
- ヴァイキング
- バイキングル・ゴツ - サッカークラブ
- フェロー・クローネ - 通貨単位
- フェロー航空 (1946年) - かつて存在した航空会社
- フェロー航空 (1964年) - かつて存在した航空会社
- フェロージェット - かつて存在した航空会社
- フェロー諸島
- フェロー諸島沖海戦 - 第二次世界大戦
- フェロー諸島カップ - サッカーの大会
- フェロー諸島サッカー協会
- フェロー諸島スーパーカップ - サッカーの大会
- フェロー諸島占領 - 第二次世界大戦中のイギリスによる占領
- フェロー諸島の国歌
- フェロー諸島の政治 ⇒ 北欧の政治#フェロー諸島の政治
- フェロー諸島の旗
- フェロー諸島のバラッド - 古謡（クヴェアイ）
- フェロー諸島の紋章
- フェロー諸島プレミアリーグ - サッカーリーグ
- フェロー人 - 民族
- フグロイ島
- ヘストゥル島
- ヴォーアル空港
- 北海油田 - フェロー諸島の経済水域内にも油田・ガス田が存在
- ボルウォイ島

## ま行
- ミキネス島

## ら行
- レクティング - フェロー諸島の議会
- ロッコール島 - 2015年現在どこの国にも所属していない、北大西洋内の岩。デンマークがこれをフェロー諸島の一部として領有権を主張していた

## 記号・英数字
記号
- .fo - 国別コードトップレベルドメイン

数字
A-Z
- B36トースハウン - サッカークラブ
- EBストレイムル - サッカークラブ
- HBトースハウン - サッカークラブ
- ICAO空港コードの一覧/E#フェロー諸島 - 空港コード
- ÍFフグラフィヨルズル - サッカークラブ
- ISO 3166-2:FO - 行政区分コード
- KÍクラクスヴィーク - サッカークラブ
- NSÍルナヴィーク - サッカークラブ

## フェロー人の一覧
- アニカ・オルセン - 政治家
- ヨルゲン・ニクラセン - 政治家、人民党党首
- ヴィリアム・ハイネセン - 詩人、小説家、児童文学作家、作曲家、画家
- アンカー・エリ・ペーターセン（英語版） - 作詞家、画家
- ヘグニ・ホイダル - 政治家、共和党首
- アイヴォール・ポルスドッティル - シンガーソングライター、作曲家
- アクセル・ヨハネセン - 政治家、社会民主党党首
- カイ・レオ・ヨハンセン - 政治家、同盟党党首、自治政府首相

フェロー諸島出身者
- ニールス・フィンセン - フェロー諸島・トースハウン生まれでのちにデンマークに居住した内科医、科学者。1903年にノーベル生理学・医学賞を受賞